# Riccardo Porchera
Riccardo Porchera (Lodi, 15 settembre 1998) è un hockeista su pista italiano, di ruolo portiere.

## Carriera
Cresciuto nel settore giovanile dell'Amatori Lodi, con la formazione lombarda si è aggiudicato – tra gli altri titoli – lo scudetto del 2017 nelle vesti di terzo portiere; successivamente ha militato anche nel Cremona e nel Roller Lodi. Dopo aver fatto ritorno nella compagine giallorossa, fu tra i protagonisti della finale della Coppa Italia 2020-2021 contro il Forte dei Marmi: una parata di Porchera, subentrato a Valentín Grimalt durante la sequenza dei tiri di rigore, risultò determinante per consegnare alla squadra laudense la quarta coccarda tricolore della sua storia. Nella stessa stagione vinse il suo secondo scudetto come portiere di riserva, contribuendo così al double realizzato dall'Amatori Lodi.

## Palmarès
- Campionato italiano: 2

Amatori Lodi: 2016-2017, 2020-2021
- Coppa Italia: 2

Amatori Lodi: 2015-2016, 2020-2021
- Supercoppa italiana: 1

Amatori Lodi: 2016